# 2021 en architecture
| Années de l'architecture : 2018 - 2019 - 2020 - 2021 - 2022 - 2023 - 2024    |
| Décennies de l'architecture : 1990 - 2000 - 2010 - 2020 - 2030 - 2040 - 2050 |

Les événements liés à l'architecture en 2021 :

## Réalisations
- 6 juin : inauguration du Mémorial britannique de Normandie, commémorant au-dessus du site de Gold Beach le nom des 22 442 officiers et soldats sous commandement britannique qui ont été tués lors du débarquement de Normandie du 6 juin au 31 août 1944[1].

## Récompenses
- 16 mars : le prix Pritzker est remis aux Français Anne Lacaton et Jean-Philippe Vassal[2].

## Décès
- 26 février : Jean Perrottet
- 5 mars : Henri Gaudin
- 17 mars : Kristian Gullichsen
- 27 mars : Constantin Brodzki
- 8 mai : Helmut Jahn
- 23 mai : Paulo Mendes da Rocha
- 27 mai : Jaime Lerner
- 9 juin : Gottfried Böhm
- 29 juin : Émile José Fettweis
- 23 août : Michel Marot (architecte)
- 5 septembre : Pauline Deltour
- 14 septembre : Franck Hammoutène
- 13 novembre : Rasim Aliyev
- 30 novembre : Oriol Bohigas i Guardiola
- 2 décembre : Gérard Grandval
- 5 décembre : Aurelio Galfetti
- 18 décembre : Richard Rogers

## Centenaire
Naissance
- André Jacqmain
- René Gagès
- Henri Chomette
- Raymond M. Lemaire
- Mihajlo Mitrović
- Alexis Josic
- Paul-Marie Côté
- Renato Righetto
- André Gaillard
- Angelo Mangiarotti
- Matti Aaltonen
- Jean Boudriot
- Henri Komatis
- Bernard W. Rogers
- Ulrich Franzen
- Ahti Korhonen
- Olli Kivinen
- Anne-Marie Hubacher-Constam
- Lauri Silvennoinen
- Roger Jauny
- Manuel Gomes da Costa
- Hjalmar Åberg
- Pierre-François Delannoy
- Jean-Louis Ducruet